# Сичевський Дмитрій Віталійович
Дмитрій Віталійович Сичевський (нар. 25 січня 2001) — український футболіст, півзахисник «Чайки» .

## Життєпис
Напередодні старту сезону 2019/20 років підписав контракт з «Оболонь-Бровар», проте був відправлений набиратися досвіду у другу команду клубу. Дебютував за «Оболонь-Бровар-2» 27 липня 2019 року в переможному (1:0) виїзному поєдинку 1-о туру групи А Другої ліги проти вишгородського «Діназу». Богдан вийшов на поле на 90-й хвилині, замінивши Дмитра Касімова. Станом на 13 листопада 2019 року зіграв 14 матчів у Другій лізі.